# Stanisław Prutis
Stanisław Prutis (ur. 15 marca 1948 w Kraskowie) – polski prawnik, profesor nauk prawnych, wojewoda białostocki (1990–1994), dziekan Wydziału Prawa Uniwersytetu w Białymstoku (1996–2005), profesor zwyczajny Uniwersytetu w Białymstoku.

## Życiorys
W 1965 zdał maturę w Liceum Ogólnokształcącym im. Wojciecha Kętrzyńskiego w Kętrzynie. Następnie w 1969 ukończył studia prawnicze na Uniwersytecie Wrocławskim. Obronił doktorat, a w 1988 uzyskał stopień doktora habilitowanego. W 1999 otrzymał tytuł profesora nauk prawnych. Specjalizuje się w zakresie prawa rolnego i cywilnego. Pracownik naukowy w Wyższej Szkole Administracji Publicznej w Białymstoku oraz w Katedrze Prawa Cywilnego Uniwersytetu w Białymstoku (jako profesor zwyczajny).
W 1980 zaangażował się w działalność opozycyjną, wstępując do „Solidarności”. Pełnił funkcję doradcy prawnego, był współautorem regionalnego statutu związku i uczestnikiem I Krajowego Zjazdu Delegatów w Gdańsku. W stanie wojennym internowano go na okres prawie trzech miesięcy. Był uczestnikiem prac Centrum Obywatelskich Inicjatyw Ustawodawczych Solidarności.
Od 1990 do 1994 zajmował stanowisko wojewody białostockiego. Później wycofał się z działalności politycznej. Pełnił m.in. funkcję dziekana Wydziału Prawa Uniwersytetu w Białymstoku (1996–2005), kierował Katedrą Prawa Cywilnego na tej uczelni. Przez 20 lat orzekał także jako sędzia Naczelnego Sądu Administracyjnego w Wojewódzkim Sądzie Administracyjnym w Białymstoku, po czym przeszedł w stan spoczynku. Podjął współpracę z Instytutem Spraw Publicznych.
Odznaczony m.in. Krzyżem Kawalerskim (1999) i Oficerskim (2011) Orderu Odrodzenia Polski, Medalem „Zasłużony dla Wymiaru Sprawiedliwości – Bene Merentibus Iustitiae” (2013), Krzyżem Wolności i Solidarności (2015) oraz Odznaką Honorową za Zasługi dla Samorządu Terytorialnego (2015).

## Wybrane publikacje
- Instytucje podstawowe prawa prywatnego (w opozycji do prawa publicznego), 2018.
- Prawo rolne i żywnościowe, Tom VIII Wielkiej Encyklopedii Prawa (red.), 2015.
- Gospodarowanie nieruchomościami rolnymi skarbu państwa. Komentarz i orzecznictwo SN i NSA, 1997.
- Grunty rolne. Problemy prawno-organizacyjne (współautor), 1985.
- Polskie prawo rolne u progu Unii Europejskiej (red.), 1998.
- Pozycja prawna państwowych przedsiębiorstw gospodarki rolnej (ewolucja rozwiązań), 1987.
- Prawo rolne. Przepisy i orzecznictwo (red.), 1998.
- Zespoły rolników indywidualnych (problemy organizacyjno-prawne), 1980.